# Gwadar
Guadar (en urdu: گوادر‎) es una localidad y puerto marítimo de Pakistán, en la provincia de Baluchistán. Se ubica en las costas del golfo Pérsico, frente a las costas de Omán. Fue un territorio de ultramar de dicho país entre 1783 y 1958.
Durante gran parte de su historia, Gwadar fue identificada como una ciudad de tamaño medio, sin mucha importancia, hasta que en la década de 1950, comenzó a proyectarse como un importante puerto.  

## Demografía
Según estimaciones del año 2010 contaba con 44.592 habitantes.